# Монгонтуул, Батхуягийн
Батхуягийн Монгонтуул (монг. Батхуягийн Мөнгөнтуул; род. 8 октября 1987, Улан-Батор) — монгольская шахматистка, гроссмейстер среди женщин (2003), международный мастер среди мужчин (2010).

## Биография
С 1997 по 2007 год регулярно участвовала в юношеских чемпионатов мира по шахматам среди девушек в различных возрастных группах, где в 2005 году завоевала серебряную медаль в группе U18, а в 2001 году была бронзовым призером в группе U14. 
Два раза завоевала серебро на чемпионате Монголии по шахматам среди женщин (2000, 2002). Два раза поделила первое место в международном турнире по шахматам среди женщин «Moscow Open» (Москва): в 2009 году вместе с Натальей Погониной, а 2011 году вместе с Александрой Костенюк. В 2009 году в Хошимине победила на зональном турнире ФИДЕ стран Восточной Азии. В 2010 году в Цюрихе стала победительницей чемпионата мира по шахматам среди студенток. В 2014 году в Катовице в этом турнире была второй (победила Кляудя Кулён).
Участвовала в розыгрышах женского «Grand Prix» ФИДЕ (2009-2010, 2011-2012), где лучшие результаты показала в апреле 2010 года в Нальчике, когда поделила 5-7 место вместе с Чжу Чэнь и Хампи Конеру (победила Татьяна Косинцева), и в сентябре 2012 года в Анкаре, когда заняла 6 место (победила Хампи Конеру).
Участвовала в женских чемпионатах мира по шахматам:
- В 2008 году в Нальчике в первом туре победила Ивету Райлих, а во втором туре проиграла Хоу Ифань[11];
- В 2010 году в Антакье в первом туре проиграла Елене Дембо[12].

В ноябре 2021 года в Риге она заняла 13-е место на турнире «Большая женская швейцарка ФИДЕ».
Представляла Монголию на восьми шахматных олимпиадах (2000—2014) и на двух командных чемпионатах Азии по шахматам среди женщин (2012, 2016), где в индивидуальном зачете завоевала бронзовую (2012) медаль. В женском командном турнире по шахматам Азиатских игр участвовала в 2006 году.

## Изменения рейтинга
| Графики недоступны из-за технических проблем. См. информацию на Фабрикаторе и на mediawiki.org. |